# حملة جو بايدن الرئاسية 2020
حملة جو بايدن الرئاسية هي حملة انتخابية بدأت في الخامس والعشرين من أبريل 2019، عندما أطلق بايدن فيديو يُعلن فيه ترشحه للانتخابات الرئاسية التمهيدية للحزب الديمقراطي 2020. كان بايدن، النائب السابق لرئيس الولايات المتحدة والسيناتور السابق من ديلاوير، مادةً لتخمينات واسعة كمرشح محتمل لانتخابات 2020 بعد انسحابه من انتخابات عام 2016.
يُوصف بايدن بشكل عام بأنه معتدل. تشمل مواقفه تحويل قضية رو ضد ويد إلى قانون وخيار عام للتأمين الصحي وإلغاء تجريم القنب الترفيهي وتمرير قانون المساواة وكليات المجتمع الحر وخطة مناخية بقيمة 1.7 تريليون دولار تتضمن منصة الصفقة الخضراء الجديدة. يدعم بايدن التشريع بدلاً من الحظر الكامل للتصديع (المائي).
كنائب سابق للرئيس، دخل بايدن سباق الترشح بتقدير كبير جدًا لاسمه. منذ إعلان حملته وحتى بداية الانتخابات، كان المرشح الأكثر تمييزًا على أنه المرشح الأول للحزب. تصدر معظم الاستطلاعات الوطنية حتى عام 2019، لكنه لم يصنف كواحد من أفضل ثلاثة مرشحين في تكتلات أيوا الديمقراطية لعام 2020 أو انتخابات ولاية نيو هامبشاير الديمقراطية. حقق بايدن فوزًا ساحقًا في الانتخابات التمهيدية الديمقراطية لكاليفورنيا الجنوبية 2020 في 29 فبراير 2020، والتي كان يُنظر إليها على نطاق واسع على أنها تنشيط لحملته. في مارس، اعتُمد بايدن من قبل 10 من منافسيه السابقين، ليصل العدد الإجمالي لمثل هذه الموافقات إلى 12. حصل بايدن على عدد كافٍ من التفويضات في الثلاثاء الكبير 2020 للتقدم على السيناتور بيرني ساندرز. في 8 أبريل، بعد أن أوقف ساندرز حملته، وأصبح بايدن المرشح الرئاسي الديمقراطي المفترض. في 5 يونيو، وصل بايدن إلى العدد المطلوب من التفويضات، بما في ذلك المفوضون المتعهدون والمفوضون الكبار، ليصبح مرشح الحزب.

## خلفية

### الحملات الرئاسية السابقة
تُعد حملة بايدن الرئاسية لعام 2020 محاولته الثالثة للسعي لانتخابه رئيسًا للولايات المتحدة. كانت حملته الأولى في الانتخابات التمهيدية للحزب الديمقراطي عام 1988، إذ كان يعتبر في البداية أحد أقوى المرشحين المحتملين. ومع ذلك، كشفت الصحف عن الانتحال من قبل بايدن في سجلات كلية الحقوق وفي الخطابات، وهي فضيحة أدت إلى انسحابه من السباق في سبتمبر 1987.
قام بالمحاولة الثانية خلال الانتخابات التمهيدية للحزب الديمقراطي لعام 2008، إذ ركز على خطته لتحقيق النجاح السياسي في حرب العراق من خلال نظام الفيدرالية. مثل محاولته الرئاسية الأولى، فشل بايدن في حشد التأييد والدعم. وقد انسحب من السباق بعد أدائه الضعيف في تجمع آيوا في 3 يناير 2008. اختاره باراك أوباما في نهاية المطاف ليصبح رفيقه في الانتخابات وفاز في الانتخابات العامة كنائب لرئيس الولايات المتحدة، وأدى اليمين في 20 يناير 2009.

### التخمينات
نُظر إلى نائب الرئيس جو بايدن على أنه مرشح محتمل لخلافة باراك أوباما في الانتخابات الرئاسية لعام 2016. في 21 أكتوبر 2015، وبعد وفاة نجله بو، أعلن بايدن أنه لن يسعى للحصول على ترشيح ديمقراطي للرئاسة في عام 2016.
خلال لقاء في مجلس الشيوخ الأمريكي مع الصحفيين في 5 ديسمبر 2016، رفض بايدن استبعاد محاولة محتملة للرئاسة في الانتخابات الرئاسية لعام 2020. وقد أعاد تأكيد تناقضه حول الترشح خلال ظهوره في برنامج ليت شو ويذ ستيفن كولبير، في السابع من ديسمبر، إذ ذكر جملة «لا تقل لا أبدًا» عن الترشح للرئاسة في عام 2020، بينما اعترف أيضًا أنه لا يفكر بسيناريو سيخوضه للمنصب مرة أخرى. أعلن في 13 يناير 2017، قبل أسبوع واحد بالضبط من انتهاء فترة ولايته كنائب للرئيس، أنه لن يرشح نفسه. ومع ذلك، بعد أربعة أيام، بدا أنه يتراجع، قائلاً: «سأترشح طالما أستطيع المشي». في سبتمبر 2017، أشارت ابنة بايدن آشلي إلى اعتقادها أنه كان يفكر في الترشح في عام 2020.
شُكلت لجنة تايم فور بايدن، وهي لجنة عمل سياسي، في يناير 2018، سعيًا لدخول بايدن في الانتخابات التمهيدية الرئاسية للحزب الديمقراطي 2020. في فبراير 2018، أبلغ بايدن مجموعة من مساعدي السياسة الخارجية القدامى بأنه يبقي خياراته لعام 2020 مفتوحة.
في مارس 2018، أفادت صحيفة بوليتيكو أن فريق بايدن كان يفكر في عدد من الخيارات لتمييز حملته، مثل الإعلان في البداية عن مرشح أصغر سنًا لمنصب نائب الرئيس من خارج المسرح السياسي، وذكر الفريق أيضًا أن بايدن رفض اقتراحًا بالالتزام بالخدمة فقط لولاية واحدة كرئيس. في 17 يوليو 2018، أخبر بايدن منتدى عُقد في بوغوتا، كولومبيا، أنه سيقرر ما إذا كان سيعلن نفسه رسميًا كمرشح بحلول يناير 2019. في 4 فبراير، مع عدم وجود قرار قادم من بايدن، كتب إدوارد إيزاك دوفر لصحيفة ذي أتلانتيك أن بايدن كان قريبًا جدًا من قول نعم للترشح ولكن بعض المقربين منه قلقون من أن يغير رأيه في اللحظة الأخيرة، كما فعل في عام 2016. أفاد دوفر أن بايدن كان قلقًا بشأن تأثير انتخابات رئاسية أخرى على عائلته وسمعته، بالإضافة إلى صراعات جمع الأموال وتصوراته عن عمره والمركزية النسبية مقارنة بالمرشحين المعلنين والمحتملين الآخرين. وعلى النقيض من ذلك، قيل إن إحساسه بالواجب، وغضبه من رئاسة ترامب، وعدم وجود خبرة في السياسة الخارجية بين المرشحين الديمقراطيين الآخرين ورغبته في تعزيز تقدمية بناء الجسور في الحزب كانت عوامل تدفعه إلى الترشح.

## الحملة

### الإعلان
في 12 مارس 2019، أخبر بايدن تجمعًا من أنصاره أنه قد يحتاج إلى طاقتهم في غضون أسابيع قليلة. بعد خمسة أيام، كشف بايدن عن طريق الخطأ أنه سيكون مرشحًا للرئاسة خلال عشاء في دوفر، ديلاوير.
في 19 أبريل 2019، أفادت ذي أتلانتيك أن بايدن خطط للإعلان رسميًا عن حملته بعد خمسة أيام عبر إعلان فيديو، تبعه مسيرة تأييد في فيلادلفيا، بنسلفانيا، أو شارلوتسفيل، فيرجينيا. في الأيام التي سبقت إعلانه المتوقع، تلقى العديد من المانحين الديمقراطيين الرئيسيين طلبات التبرع للجنة حملته الانتخابية، لتُسمى الحملة «بايدن للرئاسة». أشارت التقارير اللاحقة إلى أن خطط بايدن لا تزال غير مؤكدة، مع عدم وجود تاريخ إطلاق معروف، أو مواقع لتجمعات الحملة، أو تصاريح لحدث في فيلادلفيا؛ استمر المساعدون في التخطيط لجمع التبرعات في 25 أبريل في فيلادلفيا التي استضافها نائب الرئيس التنفيذي لشركة كومكاست ديفيد ل. كوهين، ولكن لم يتضح ما إذا كان ستُجمع التبرعات كما هو مخطط لها، رغم أن شركائه استمروا في طلب التبرعات في الأيام التي سبقت الإعلان. في 23 أبريل، أفيد أن بايدن سيدخل السباق رسميًا بعد ذلك بيومين، وذلك لتجنب تشتيت الانتباه على منتدى يركز على النساء الملونات عُقد في اليوم السابق. خصصت الحملة قاعة اتحاد تيمستر 249 المحلية في بيتسبرغ في 29 أبريل من أجل الحملة.
نشر بايدن مقطع فيديو يعلن رسميًا عن حملته في وقت مبكر من 25 أبريل 2019. في 22 مايو، ذكرت مجلة إيبنوني أن بايدن قد بدأ في تجميع فريق حملته الرئاسية لعام 2020، ليكون مقرها في فيلادلفيا. يضم فريقه مدير الحملة غريغ شولتز ومدير الاتصالات الاستراتيجية كاماو مانديلا مارشال، اللذان سبق لهما العمل في إدارة أوباما، بالإضافة إلى كبار المستشارين الآخرين من إدارة أوباما. إضافةً لذلك، في 31 مايو، أعلنت حملة بايدن أن عضو الكونغرس سيدريك ريتشموند سينضم إلى الحملة كرئيس وطني مشارك للحملة.

## مواقف سياسية
يعد جو بايدن وسطي ديمقراطي.[بحاجة لمصدر]